# Текалитлан (муниципалитет)
Текалитла́н (исп. Tecalitlán) — муниципалитет в Мексике, в штате Халиско, с административным центром в одноимённом посёлке. Численность населения, по данным переписи 2020 года, составила 16 705 человек.

## Общие сведения
Название Tecalitlán с языка науатль можно перевести как: место камня для строительства домов.
Площадь муниципалитета равна 1301 км², что составляет 1,7 % от общей площади штата, а наиболее высоко расположенное поселение Эль-Верхель находится на высоте 2366 метров.
Текалитлан граничит с другими муниципалитетами штата Халиско: на севере с Сапотильтиком и Тамасула-де-Гордьяно, на востоке с Хилотлан-де-лос-Долоресом, на западе с Пиуамо и Туспаном, а на юге граничит с другим штатом Мексики — Мичоаканом.

## Учреждение и состав
Дата основания муниципалитета не сохранилась, но его статус был подтверждён указом от 28 октября 1870 года, по данным 2020 года в его состав входит 146 населённых пунктов, самые крупные из которых:
| Код INEGI                  | Населённый пункт                                                                       | Численность населения (2005 год) | Численность населения (2010 год) | Численность населения (2020 год) |
| -------------------------- | -------------------------------------------------------------------------------------- | -------------------------------- | -------------------------------- | -------------------------------- |
| 087                        | Всего                                                                                  | 16042                            | 16847                            | 16705                            |
| 0001                       | Текалитлан (исп. Tecalitlán) 19°28′15″ с. ш. 103°18′25″ з. д. (административный центр) | 12053                            | 12411                            | 13243                            |
| 0620                       | Акуэдукто (исп. Acueducto) 19°28′45″ с. ш. 103°19′05″ з. д.                            | —                                | 802                              | 694                              |
| 0144                       | Ла-Пурисима (исп. La Purísima) 19°29′30″ с. ш. 103°19′47″ з. д.                        | 584                              | 582                              | 630                              |
| 0008                       | Ауихульо (исп. Ahuijullo) 19°05′02″ с. ш. 103°06′11″ з. д.                             | 274                              | 288                              | 274                              |
| 0160                       | Сантьяго (исп. Santiago) 19°31′13″ с. ш. 103°20′15″ з. д.                              | 130                              | 146                              | 175                              |
| 0500                       | Эхидо-эль-Сапо (исп. Ejido el Sapo) 19°28′03″ с. ш. 103°19′08″ з. д.                   | —                                | 3                                | 132                              |
| —                          | Прочие                                                                                 | 3001                             | 2615                             | 1557                             |
| Названия на карте Генштаба |                                                                                        |                                  |                                  |                                  |

## Природные ресурсы
Муниципалитет располагает следующими ресурсами:
- 79 055 гектар леса, преимущественно состоящие из таких видов деревьев как кедр, махагони, сосна, дальбергия, дуб, ипомея древовидная и мескито;

- минеральные — месторождения железа, меди, серебра, золота, марганца, опала, барита, горного хрусталя, известняка, мрамора, глины, талька и гипса.

## Экономическая деятельность
По статистическим данным 2000 года, работоспособное население занято по секторам экономики в следующих пропорциях:
- сельское хозяйство, животноводство и рыбная ловля — 40,8 %;
- промышленность и строительство — 17,9 %;
- торговля, сферы услуг и туризма — 40 %;
- безработные — 1,3 %.

## Инфраструктура
По статистическим данным 2020 года, инфраструктура развита следующим образом:
- электрификация: 97,3 %;
- водоснабжение: 94 %;
- водоотведение: 98,8 %.